# Musica in Kosovo
La musica è sempre stata una parte importante nelle culture albanese del Kosovo. 
In Kosovo, oltre alla musica moderna, la musica folk è la più popolare. Ci sono molti cantanti folk famosi. Esempio di musica multiculturale è la Shota. La musica classica europea è anch'essa ben conosciuta.
La musica moderna in Kosovo proviene dalle nazioni Occidentali. Tra i principali generi moderni diffusi, troviamo: Pop, Hip hop, Rap, Rock, Jazz e Rap albanese.
Normalmente i nuovi prodotti vengono immessi nel mercato la domenica.

## Musica serba in Kosovo e Metochia
La musica serba incentra in Kosovo e Metochia gran parte della produzione tradizionale storica e mitopoietica della propria identità. La presenza di numerosi monasteri e l'epica della battaglia della Piana dei Merli (1389) sono temi ricorrenti.

## Musica albanese in Kosovo
La musica albanese in Kosovo è caratterizzata dall'uso della çiftelia (uno strumento musicale albanese tradizionale), del mandolino, della mandola e delle percussioni. Le più famose band rock in lingua albanese sono: Gjurmët, Diadema, Toxin, Purgatory, Troja, Votra, Humus, Asgjë Sikur Dielli, Kthjellu, Cute Babulja, Babilon, ecc. Faton Macula e Armend Xhaferi, chitarristi jazz, Bajram Istrefi Jr., batterista jazz, e Ilir Bajri sono tra i più importanti musicisti jazz e di musica elettronica.
Sabri Fejzullahu, Meda, Nora Istrefi, Era Istrefi, Ryva Kajtazi, Genta Ismajli, Adelina Ismajli, Blero, Kaltrina Selimi, Dafina Zeqiri, ecc. sono momentaneamente tra i più importanti cantanti commerciali in Kosovo.
I più rappresentativi della musica folk sono il gruppo Shota, con la più famosa cantante Shkurte Fejza e il rappresentante della Muzikë shqipe e lehtë, Shkëlzen Jetishi, il gruppo musicale Agimi e molti altri personaggi.

## Musica in Kosovo
La musica in Kosovo presenta un miscuglio di musica tradizionale, parte della tradizione balcanica, con i suoi particolari suoni distintivi, e molte influenze turche ed occidentali.

## Musica zingara in Kosovo
La musica zingara del Kosovo presenta una mistura di canzoni albanesi macedoni o serbe con ritmi orientali o della così chiamata Tallava, una sorta di musica rap balcanica tradizionale.